# Cyclosorus intermedius
Cyclosorus intermedius är en kärrbräkenväxtart som beskrevs av W. C. Shieh och J. L. Tsai. Cyclosorus intermedius ingår i släktet Cyclosorus och familjen Thelypteridaceae. Inga underarter finns listade.